# Parataeniophorus brevis
Parataeniophorus brevis är en fiskart som beskrevs av Erik Bertelsen och Marshall, 1956. Parataeniophorus brevis ingår i släktet Parataeniophorus och familjen Cetomimidae. Inga underarter finns listade i Catalogue of Life.